# 禾塘崗 (南峰)
禾塘崗 (南峰)，是香港新界中部的一個山峰，峰頂海拔為676米，為禾塘崗 (北峰)的副峰 (東北側) 。位於大帽山西側偏南約1公里處。